# 민필호
민필호(閔弼鎬, 1898년 2월 7일 ~ 1963년 4월 14일)는 한국의 독립 운동가 겸 정치인, 외교관이다. 서울 호동(壺洞)에서 정2품 의정부찬정(正2品 議政府贊政)을 지낸 부친인 효헌공(孝獻公) 민치헌(閔致憲, 1844~1904)과 모친 전주(全州) 이씨(李憲卿) 사이에 4남으로 출생하였다. 독립운동가 민제호(閔濟鎬, 1890∼1932)가 둘째 형이다. 본관은 여흥(驪興)이며 자(字)는 중우(仲禹), 호는 석린(石麟)이다. 아호를 가명으로 사용하여 '민석린'으로도 불린다. 이명(異名)으로 임동반(林東潘)․왕량성(王良誠)이 있다. 대한민국 임시정부 출범부터 귀국까지 임정에서 활동하던 독립운동가였다. 귀국 후에는 이승만의 주선으로 중화민국에 파견되어 외교관으로 활동했다.

## 생애
여흥 민씨 가문에서 태어났다. 휘문의숙을 졸업하고 1911년 상해로 유학한 뒤, 박달학원 (博達學院), 체신학교를 수학했다. 1912년 신규식의 동제사에 가담하여 일찌감치 독립 운동을 시작했다. 이어 대종교에 입교하였다.
1919년 상해 (上海)에 임시정부가 수립되자 신규식(임시정부 법무총장, 국무총리)의 비서로 임시정부에 참여하면서 그의 딸과 결혼하여 사위가 되었다. 1923년부터는 임시정부의 재무총장 이시영의 비서를 맡아 13년간 근무하였고, 1924년에는 한인 교민단(韓人僑民團) 이사회의 학무위원에 선출되었다. 이후 임시정부 임시 의정원 의원을 지내며 한국독립당 선전부장을 맡기도 했다. 이때 《독립신문》을 발간하는데 참여하였고, 임시정부 외무차장 겸 판공실장(辦公室長)으로서 중국정부와 협의하여 무장경위대를 편성하도록 하였다. 임시정부 각주 김구의 판공실장도 역임하여 김구의 비서로도 불린다.
중국어에 능통했던 민필호는 광복 후에도 바로 귀국하지 않고 대한민국 임시정부 인사들의 귀국을 주도하면서 계속 중국에 머물렀다. 이후 대한민국임시정부 주화대표단 (駐華代表團)의 부단장, 주화대표단 단장서리를 지내며, 교포 교육과 보호에 힘썼다. 1948년 국공 내전 중 중국 국민당의 중화민국 정부와 함께 대만 (臺灣)으로 건너갔다가 1956년 귀국했다.
1963년 건국훈장 독립장을 수여 받았고, 독립기념관에는 망국의 통한을 잊어서는 안된다는 내용의 어록비가 세워져 있다. 저서로 《한중외교사화》가 있으며, 신규식의 《한국혼》을 중국어로 번역해 펴내기도 했다. 그와 신규식의 활동을 함께 다룬 연구서 《신규식·민필호와 한중관계》 (나남출판사, 2003)가 나와 있다. 그 해 4월 14일에 병으로 사망했다. 사망 당시 향년 65세였다.
아들인 민영수와 장녀 민영주, 맏사위 김준엽, 둘째 사위인 이윤철(임시정부 국무위원 이광의 아들)은 모두 광복군에서 활동한 독립 운동가들이다. 건축가로 유명한 민영백도 민필호의 아들이다.

## 가족 관계
- 8대조 : 민기
- 7대조 : 민영환
- 7대조모 : 전주 이씨
- 6대조 : 민유중(閔維重, 1630~1687) : 인현왕후의 친정아버지, 곧 숙종의 장인. 여양부원군(驪陽府院君). 시호는 문정(文貞).
- 6대조모 : 덕수 이씨(德水李氏) - 이조판서 이경증(李景曾, 1595~1648)의 딸
  - 5대조 : 민진오(閔鎭五) - 음죽현감(陰竹縣監), 적성현감(積城縣監)
  - 5대조모 : 평해 황씨(平海黃氏) - 황재만(黃載萬, 1659~1711)의 둘째딸.
    - 고조부 : 민치수(閔致洙) - 비서원 승을 추증
      - 증조부 : 민백용(閔百用) - 의정부 참찬에 추증
        - 조부 : 민태현(閔泰顯) - 의정부 찬정에 추증
          - 아버지 : 민치헌(閔致憲, 1844~1904) - 1885년 문과에 급제한 후 승정원 우승지, 의정부 찬정, 회계원 경을 역임. 시호는 효헌(孝獻).
          - 어머니 : 전주 이씨(全州李氏) 이헌경(李憲卿)
            - 부인 : 신창희(申昌喜, 1906~1990) - 이명 신명호(申明浩). 독립운동가. 2018년 건국포장. ; 대한민국임시정부 국무총리를 지낸 신규식(申圭植, 1880~1922)의 외동딸
              - 장남 : 민영수(閔泳洙, 1921~2011) - 독립운동가. 광복군. 독립기념관 이사장. 1990년 건국훈장 애국장
              - 장녀 : 민영주(閔泳柱, 1923~2021) - 독립운동가. 임시정부 주석판공실 서기, 광복군. 1990년 건국훈장 애국장
              - 큰사위 : 김준엽(金俊燁, 1920~2011) - 독립운동가, 교육자(고려대 총장). 1990년에 건국훈장 애국장
              - 차녀 : 민영애(閔泳愛, 1927~2013) - 독립운동가. 진선 청년 공작대에서 항일운동.
              - 둘째사위 : 이윤철(李允哲, 1925~2017) - 독립운동가. 광복군. 1990년에 건국훈장 애족장 ; 임시정부 국무위원을 지낸 이광(李光, 1879~1966)의 아들
              - 차남 : 민영백(1942~?) - 홍익대 미대 졸업. 건축설계사.

            - 큰형 : 민준호(閔濬鎬, 1877~?) - 1894년 진사에 합격하여 시종원 시종(侍從院侍從)을 지냄
            - 둘째형 : 민제호(閔濟鎬, 1890∼1932) - 일명 민우명(閔禹明). 독립운동가. 대한민국임시정부 외무부 참사(參事)와 외사국장(外事局長). 1990년 건국훈장 애국장.
              - 조카 : 민영구(閔泳玖, 1909~1976) - 독립운동가. 광복군. 해군사관학교장. 해군소장 예편. 1963년에 건국훈장 독립장.

          - 장인 : 신규식(申圭植, 1880~1922)
          - 장모 : 조정완(趙貞垸)
            - 큰처남 : 신준호(申俊浩, ?~?),
            - 처남댁 : 윤완희(尹完嬉, 1918) - 화가. 前대통령 윤보선(尹潽善, 1897~1990)의 둘째딸

## 기타
제4대 대통령을 지낸 윤보선과도 사돈간이었는데, 윤보선의 차녀 윤완희가 그의 처남 신준호와 결혼하여 그와도 인척관계를 형성하였다.
김구의 측근이었던 석린 민필호는 김원봉과 사이가 좋지 않았다. 그는 평소 김원봉이 사사건건 김구에게 대드는 것을 거슬리게 생각하였으며, 김원봉을 '교활한 공산주의자.'라고 비난하였다. 그의 처사촌인 신형호(申衡浩)는 이승만의 측근이었다.

## 같이 보기
- 대한민국 임시의정원

## 참고자료
- 대한민국 국가보훈처, 이 달의 독립 운동가 상세자료 - 민필호, 1995년
- 석원화 (2003). 《신규식·민필호와 한중관계》. 서울: 나남출판사. ISBN 978-89-300-3949-9.
- 석린 민필호전(김준엽/나남출판/1995년)